# Antico libro di omelie norvegese

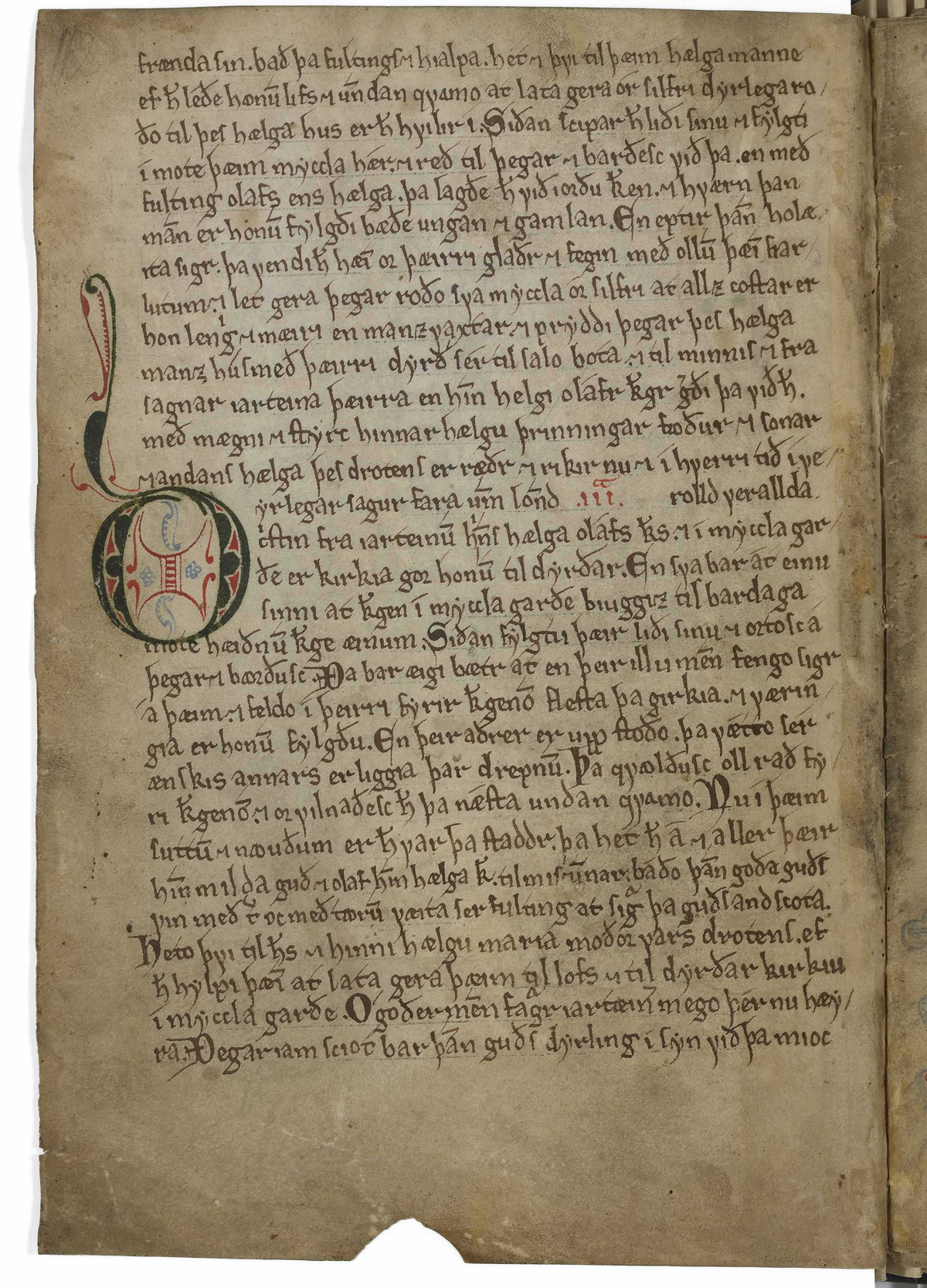
Antico libro di omelie norvegese.

L'Antico libro di omelie norvegese (no. Gammelnorsk homiliebok) (AM 619 4to) è una delle due principali raccolte di sermoni in lingua norrena. Il manoscritto fu scritto intorno al 1200, in contemporanea con l'altra principale raccolta di sermoni, l'Antico libro di omelie islandese; insieme rappresentano alcune delle prime prose in norreno occidentale. I due libri di omelie hanno 11 testi in comune, tutti basati su esemplari precedenti. Due di questi testi, la c.d. "Omelia della stavkirke" e il sermone della Festa di san Michele, si trovano anche in uno dei più antichi frammenti di manoscritti islandesi, AM 237a fol., che fu scritto intorno al 1150.
Le caratteristiche linguistiche suggeriscono che il manoscritto sia stato scritto nella Norvegia occidentale. I monasteri benedettini di Sancti Albani a Selja e Munkalíf a Bergen, e la casa agostiniana di Jónskirkja, sempre a Bergen, sono stati proposti come possibili candidati per la produzione del manoscritto. L'ultima pubblicazione sull'omelia norvegese, tuttavia, sostiene che appartenga a un gruppo di libri norvegesi e latini che presumibilmente non erano destinati a una comunità benedettina e che molto probabilmente fu scritto nella stessa città di Bergen, o a Jónskirkja o il Capitolo della Cattedrale.
Il nucleo del libro è una serie di omelie ordinate secondo l'anno liturgico ma contiene anche materiale di carattere non omiletico, come una traduzione completa del De virtutibus et vitiis di Alcuino di York, nonché commenti sul Padre nostro e il servizio della messa. Per questo motivo è meglio considerarlo un manuale omiletico piuttosto che un'omelia. Inoltre, nonostante il nome, le "omelie" che contiene sono più vicine nel carattere alla definizione di sermoni.
Il suo stile è semplice e simile a quello delle Saghe degli Islandesi (Íslendingasögur), a differenza della successiva prosa religiosa che fa uso della sintassi e del vocabolario latini.

## Edizioni
- Gamal norsk homiliebok : Cod. AM 619. Ved Gustav Indrebø. Dybwad forlag, 1931. 
  - Faksimileutgave. Universitetsforlaget, 1966
- Gamalnorsk homiliebok. Omsett av Øystein Frøysadal; utgitt [i utvalg] i sjette bind av bokverket Den Norrøne litteraturen (1961-63).
- Gammelnorsk homiliebok. Oversatt av Astrid Salvesen; innledning og kommentarer ved Erik Gunnes. Universitetsforlaget, 1971
  - Faksimileutgave. Pensumtjeneste, 1998. ISBN 82-13-01283-6
  - Utdrag gjengitt i Draumkvedet, og tekster fra norrøn middelalder, 2004